# Paul Rudolph (architecte)
Paul Rudolph (né le 23 octobre 1918 dans le Kentucky, mort le 8 août 1997 à New York) est un architecte américain. Il fut formé par Walter Gropius. Il appartient au courant brutaliste et on lui doit notamment le bâtiment de l'art et de l'architecture de l'université Yale (1958-1964), les Tracey Towers à New-York et le bâtiment Elion-Hitchings à  Research Triangle Park, en Caroline du Nord (1971).